# (466655) 2014 WT76
(466655) 2014 WT76 es un asteroide perteneciente al cinturón de asteroides, descubierto el 6 de abril de 2008 por el equipo Spacewatch desde el Observatorio Nacional de Kitt Peak (Arizona, Estados Unidos).